# The Prisoner of Second Avenue
The Prisoner of Second Avenue é um filme norte-americano de 1975 dirigido por Melvin Frank e escrito por Neil Simon. Jack Lemmon e Anne Bancroft são os protagonistas do filme.

## Sinopse
A vida de Mel e Edna vira de pernas para o ar quando Mel fica desempregado, o seu apartamento, em Manhattan, é roubado, Edna consegue um emprego e rapidamente perde o emprego, problemas com os vizinhos curiosos, um intenso calor de verão, uma greve de lixo prolongada, entre outras coisas. Tudo isso, em curto espaço de tempo, faz Mel sofrer um ataque de nervos, transformando o filme num misto de risos e lágrimas.

## Elenco
- Jack Lemmon ... Mel Edison
- Anne Bancroft ... Edna Edison
- Gene Saks ... Harry Edison
- Elizabeth Wilson ... Pauline
- Florence Stanley ... Pearl
- F. Murray Abraham ... Motorista de taxi
- M. Emmet Walsh ... Porteiro
- Sylvester Stallone ... Jovem do parque